# Nazaräerevangelium
Das Nazaräerevangelium oder Nazoräerevangelium (zu altgriechisch Ναζωραῖοι Nazōraioi, den syrischen Judenchristen) ist ein apokryphes Evangelium, eines von drei judenchristlichen Evangelien (nebst Hebräerevangelium und Ebionitenevangelium), das sich eng an das kanonische Matthäusevangelium anschließt und bei den syrischen Christen (Nazaräern) verwendet wurde – daher auch sein Name. Als Verfasser wurde früher der Evangelist Matthäus vermutet, der in hebräischer Sprache das Evangelium geschrieben haben soll.
Es ist nicht als Ganzes erhalten, sondern lediglich in 36 kleineren Bruchstücken als Zitate bei Kirchenvätern.

## Zitate
Zu den besonders informativen, weil vom Text der kanonischen Evangelien abweichend formulierten  Abschnitten gehört die Beschreibung des Besuches von Weisen aus dem Morgenland, wo es im Nazaräerevangelium heißt:
„… dass nicht nur drei Männer, sondern eine Menge Wanderer zum Herrn gekommen sind, wenn auch nach einigen die vornehmsten Führer dieser Schar mit bestimmten Namen Melchus, Kaspar, Phadizarda benannt werden“ (Sedulius Scottus, Mt-Kom).
„Im Evangelium der Nazaräer wird der Grund angegeben, woher Johannes mit dem Hohenpriester bekannt war (Vgl. Joh 18,15ff). Er hatte, da er der Sohn des armen Fischers Zebedäus (Vgl. Mk 1,19 f.) war, oft Fische in den Palast des Hohenpriesters Annas und Kaiphas gebracht. Johannes ging aber zur Türhüterin hinaus und erreichte von ihr, dass sein Gefährte Petrus, der laut weinend vor der Pforte stand, eingelassen wurde“ (Sedulius Scottus, Mt-Kom).
Auch im Evangelium der Nazaräer liest man, dass die Tempeloberschwelle von unendlicher Größe beim Tode Christi sich gespalten habe. Eine ähnliche Begebenheit erzählt Josephus aus der Zeit vor Ausbruch des Jüdischen Krieges und deutet sie als Vorzeichen der Zerstörung Jerusalems durch die Römer.

## Historisches Zeugnis
Das Bestehen des Evangeliums wird von Hegesipp als erstem, dann von Eusebius von Caesarea, Epiphanius und Hieronymus bezeugt; somit ist es sicher vor 180 n. Chr. entstanden, vermutlich in der ersten Hälfte des 2. Jahrhunderts. Der Ort der Entstehung lässt sich nicht definitiv ermitteln. Man denkt an Gegenden, in denen es damals aramäisch sprechende judenchristliche Gemeinden gab.
Hieronymus fand dieses offenbar aramäische Evangelium bei den Nazaräern von Beröa in Koilesyrien (nahe Aleppo) in chaldäischer und syrischer Sprache, aber mit hebräischen Buchstaben. Er hielt es für Ur-Matthäus. Nach dem Abfassen seines Matthäus-Kommentars scheint er seine Meinung revidiert zu haben:
„Zu Bethlehem in Judäa … das ist ein Irrtum der Abschreiber. Wir glauben nämlich, dass vom Evangelisten ursprünglich, wie wir es im Hebräischen lesen, ‚Juda‘ geschrieben wurde und nicht ‚Judäa‘“ (Hieron., Mt-Kom. Zu Mt. 2,5)
Das Hebräerevangelium ist vom Nazaräerevangelium zu unterscheiden. Dafür spricht das Referat des Eusebius aus den Denkwürdigkeiten Hegesipps:
„Er zitiert sowohl aus dem Evangelium nach den Hebräern als auch aus dem syrischen (Evangelium) und besonders in hebräischer Sprache einige Worte, wodurch er zeigt, dass er aus den Hebräern zum Glauben gekommen ist“ (Kirchengeschichte von Eusebius IV 22,8).